# Newcastle-upon-Tyne
Newcastle upon Tyne (de obicei numit prescurtat Newcastle) este un oraș și un Burg Metropolitan în cadrul Comitatului Metropolitan Tyne and Wear în regiunea North East England. Orașul este al 20-lea cel mai populat oraș englez, dar conurbația în care se află este cea de a 5-a conurbație din Anglia.
Orașul are o populație de 828,712 de oameni (2024).

## Personalități
- Basil Hume (1923 - 1999), cardinal;
- Jack Higgins (n. 1929), actor;
- Sting (n. 1951), muzician;
- Cheryl Cole (n. 1983), cântăreață;